# Agrilus nodieri
Agrilus nodieri es una especie de insecto del género Agrilus, familia Buprestidae, orden Coleoptera.
Fue descrita científicamente por Obenberger, en 1924.